# 王敬直
王敬直（?—?），唐朝太原郡祁县（今山西省祁縣）人，王珪幼子，封南城县男。
贞观十一年（637年），唐太宗第三女南平公主下嫁王敬直。出嫁时，王珪夫妻命令公主执行拜见公婆之礼，礼成而退。这是恢复南北朝以来，失落的古礼，唐太宗非常高兴。从这开始，公主出嫁，都要行拜见公婆之礼。贞观十七年（643年），太子李承乾谋反败露，王敬直因为与李承乾有交往，被流放岭南，与南平公主绝婚。

## 传记资料
- 《新唐書》列传第二十三·王珪传